# Cor Veenstra
Kornelis Wrister (Cor) Veenstra  (Baarn, 24 december 1889 - Almelo, 3 september 1964) was een Nederlandse schilder en tekenleraar.

## Leven en werk
Cor was de zoon van zadelmaker Leffort Siebes Veenstra en Wilhelmina Jacoba Hendrika Bottema en werd geboren in de Brinkstraat in Baarn. Cor trouwde op 4 augustus 1921 in het Groningse Winsum met Jantje Melles (1892 - 1958).
Na de Rijksnormaalschool voor tekenonderwijzers gaf hij tekenles op het Christelijk Lyceum in Almelo van 1920 tot 1955. Hij woonde tot 1924 in Wierden en verhuisde daarna naar Almelo. Hij vervaardigde zijn impressionistische werken aan de Parkweg 7 in Almelo. Vanwege het mooie licht werkte hij graag in het Zeeuwse Veere op Walcheren.

## Onderwerpen
Tot zijn werken behoren zelfportretten, landschappen, stads- en havengezichten, bomen, bloemen, mens en dier. In het tweede deel van zijn leven heeft Cor Veenstra veel paarden geschilderd.  
De onderwerpen schilderde hij meest op linnen. Zijn manier van werken was verschillend. De ene keer precies, een volgende keer met krachtige streek. Met zijn kwast schilderde hij met kleine verflaagjes op elkaar. Op latere leeftijd hanteert hij graag het paletmes om de verf dik op het doek aan te brengen. Veenstra werkte met olieverf, zwart krijt en sepia.

## Tentoonstellingen
Tussen 1944 en 1969 was Veenstra lid van de Kunstkring Twente. In 1955 werd bij het afscheid van zijn oud-leerlingen een tentoonstelling georganiseerd. Een tweede tentoonstelling volgde in 1962 in de hal van het Almelose stadhuis. Een grote tentoonstelling was na zijn dood in 1976 in het Rijksmuseum Twente in Enschede. In 2011 wijdde de Historische Kring Baerne een tentoonstelling aan zijn werk.
- Biografisch Portaal: 37688741
- Nederlandse Thesaurus van Auteursnamen: 068537263
- RKD-Nederlands Instituut voor Kunstgeschiedenis: 79676
- Virtual International Authority File: 281191968
- WorldCat: E39PBJdh3CVTrB4JRJWXrRPRKd